# Patzig (Meklemburgia-Pomorze Przednie)
Patzig – gmina w Niemczech w kraju związkowym Meklemburgia-Pomorze Przednie, w powiecie Vorpommern-Rügen, wchodząca w skład urzędu Bergen auf Rügen.

## Toponimia
Nazwa pochodzenia słowiańskiego, od połab. *pesky „piaski” określającego piaszczyste miejsce.

## Podział administracyjny
Dzielnice: 
- Patzig
- Veikvitz
- Woorke